# Câu lạc bộ bóng đá Thành phố Hồ Chí Minh (2025)
Câu lạc bộ bóng đá Thành phố Hồ Chí Minh là một câu lạc bộ bóng đá chuyên nghiệp có trụ sở ở phường Bà Rịa, Thành phố Hồ Chí Minh, Việt Nam.

## Lịch sử

### Thành lập
Câu lạc bộ bóng đá Thành phố Hồ Chí Minh hình thành vào năm 1991 với tên gọi Đội bóng đá Bà Rịa–Vũng Tàu và thi đấu ở giải A2 toàn quốc, nhưng sau đó phong trào bóng đá tỉnh đi xuống và gián đoạn trong khoảng thời gian 1997–2006.

### Những năm 2000 và giải tán
Năm 2006, Đề án bóng đá 2006–2009 đã được Ủy ban nhân dân tỉnh phê duyệt và thực hiện với mục tiêu đào tạo tuyến trẻ, tạo lực lượng và đội dự bị cho tuyến trên. Khi ấy, đội bóng đá tỉnh được thành lập và chơi ở giải hạng Ba quốc gia. Qua tổ chức thi tuyển, đội bóng đá U-15 được hình thành, đi vào đào tạo và huấn luyện theo chương trình 4 năm (2006–2009). Đội được tập trung rèn luyện chuyên môn và học tập văn hóa tại thị xã Bà Rịa. Do chưa được bảo đảm về nguồn nhân lực, công tác tuyển chọn vận động viên từ các phong trào mang tính tự phát, chưa có hệ thống nên trong quá trình tập luyện, cọ xát, Ban huấn luyện tiếp tục sàng lọc ra những vận động vie tiêu biểu cho tuyến trẻ, tuyến tuyển để tập luyện, thi đấu.
Năm 2007, đội bóng đá Bà Rịa – Vũng Tàu xếp thứ nhất bảng D vòng loại, bước vào thi đấu hạng Nhì quốc gia tại Đà Nẵng nhưng thất bại. Năm 2008, đội được Tổng công ty Cổ phần Đầu tư và Phát triển Xây dựng (DIC Group) tài trợ chính và đổi tên thành đội bóng đá DIC Bà Rịa – Vũng Tàu, tuy nhiên, năm này đội cũng không đạt mục tiêu. Năm 2009, DIC Bà Rịa – Vũng Tàu thi đấu xuất sắc ở vòng loại, thắng cả 5 trận, đứng đầu bảng C và tham dự vòng chung kết. Với kết quả thắng đội trẻ Tập đoàn Cao su Đồng Tháp, đội đã hoàn thành mục tiêu của Đề án là thăng hạng Nhì quốc gia.
Năm 2010, lần đầu tiên DIC Bà Rịa – Vũng Tàu tham gia giải bóng đá hạng nhì quốc gia. Tuy gặp nhiều khó khăn, có lúc tưởng như không thể trụ hạng, nhưng cuối cùng DIC Bà Rịa – Vũng Tàu đã trụ hạng thành công.
Ngày 14 tháng 11 năm 2012, huấn luyện viên Nguyễn Trung Hậu của Bà Rịa – Vũng Tàu tuyên bố đội giải tán và không tham dự Giải hạng nhất 2013.

### Tái lập và hướng đến những mục tiêu cao hơn

Biểu trưng CLB Bà Rịa - Vũng Tàu giai đoạn 2017-2025

Ngày 15 tháng 9 năm 2017, Câu lạc bộ Bà Rịa – Vũng Tàu chính thức ra mắt để bắt đầu thi đấu ở giải hạng Ba quốc gia 2017. Nhân dịp này, Công ty Cổ phần bóng đá Bà Rịa – Vũng Tàu cũng được thành lập nhờ vốn điều lệ 200 tỷ đồng với mục tiêu phát triển dài hạn, đưa bóng đá thành phố biển từng bước lên chuyên nghiệp.
Câu lạc bộ bắt đầu từ giải Hạng Ba Quốc gia 2017 và nhanh chóng giành quyền thăng hạng lên Hạng Nhì Quốc gia 2018 với chức vô địch bảng B.
Tại giải Hạng Nhì Quốc gia sau đó, câu lạc bộ kết thúc vòng bảng với vị trí nhất bảng B, đủ điều kiện tham dự vòng play-off thăng hạng. Tại vòng bán kết, đội bất ngờ bị Phù Đổng FC loại với tỷ số 2-3 trên chấm phạt đền (hòa 0-0 sau thời gian thi đấu chính thức). Tại trận tranh hạng ba (đội thắng sẽ được thăng hạng lên Giải Hạng Nhất Quốc gia 2019) gặp Phố Hiến, cuối trận đã xảy ra ẩu đả giữa cầu thủ Bà Rịa – Vũng Tàu và tổ trọng tài. Một cầu thủ của đội đã bị phạt 25 triệu đồng và bị cấm vĩnh viễn tham gia các hoạt động bóng đá do VFF quản lý, đồng thời trợ lý trọng tài Huỳnh Quốc Long cũng bị cấm tham gia các hoạt động do VFF quản lý, tổ chức trong 18 tháng, bị phạt 17,5 triệu đồng. Vũng Tàu tiếp tục ở lại Giải Hạng Nhì Quốc gia.

### Giải hạng nhất quốc gia 2020
Ngày 16 tháng 8 năm 2019, Bà Rịa – Vũng Tàu bước vào trận chung kết giải bóng đá Hạng Nhì Quốc gia với tư cách là đội chiến thắng trận bán kết (3-1 trước Lâm Đồng). Tại trận đấu này, đội đã đánh bại Trẻ Hà Nội 1-0 và chính thức giành vé trực tiếp tham dự giải hạng Nhất Quốc gia 2020. Lần đầu tiên trong lịch sử đội bóng, Bà Rịa – Vũng Tàu tham dự một giải đấu chuyên nghiệp quốc nội.

### Chuyển giao cho Thành phố Hồ Chí Minh
Năm 2025, trong đợt sáp nhập tỉnh, thành trên quy mô cả nước, tỉnh Bà Rịa – Vũng Tàu được sáp nhập vào Thành phố Hồ Chí Minh. Ít lâu sau đó, Câu lạc bộ bóng đá Bà Rịa – Vũng Tàu đổi tên thành Câu lạc bộ bóng đá Thành phố Hồ Chí Minh, trong khi đội hình và suất thi đấu V.League 1 của Câu lạc bộ bóng đá Thành phố Hồ Chí Minh (trước đây là Câu lạc bộ bóng đá Cảng Sài Gòn) được chuyển giao cho Công an Thành phố Hồ Chí Minh để tái lập Câu lạc bộ bóng đá Công an Thành phố Hồ Chí Minh.
| CLB Bà Rịa Vũng Tàu (2017–2025) | CLB Bà Rịa Vũng Tàu (2017–2025) |  |  |  |  | CLB TP.HCM (2009–2025) | CLB TP.HCM (2009–2025) |  |
| CLB Bà Rịa Vũng Tàu (2017–2025) | CLB Bà Rịa Vũng Tàu (2017–2025) |  |  |  |  |                        |                        |  |
| CLB Bà Rịa Vũng Tàu (2017–2025) | CLB Bà Rịa Vũng Tàu (2017–2025) |  |  |  |  |                        |                        |  |
|                                 |                                 |  |  |  |  |                        |                        |  |
|                                 |                                 |  |  |  |  |                        |                        |  |
|                                 |                                 |  |  |  |  |                        |                        |  |
| CLB TP.HCM (2025)               |                                 |  |  |  |  |                        |                        |  |

## Trang phục thi đấu
| Giai đoạn | Hãng áo đấu | Nhà tài trợ in lên áo | Nhà tài trợ in lên áo | Nhà tài trợ in lên áo | Nhà tài trợ in lên áo |
| Giai đoạn | Hãng áo đấu | 1                     | 2                     | 3                     | 4                     |
| --------- | ----------- | --------------------- | --------------------- | --------------------- | --------------------- |
| 2017–2018 | không có    | SCG                   | không có              | không có              | không có              |
| 2019      | Zaicro      | SCG                   | không có              | không có              | không có              |
| 2020–2022 | Masu        | SCG                   | không có              | không có              | không có              |
| 2023      | VNS         | LSP                   | SCGC                  | SCG                   | không có              |
| 2023-2024 | Mira        | LSP                   | SCGC                  | SCG                   | không có              |
| 2024- nay | Wika        | LSP                   | SCGC                  | SCG                   | LPBank                |

| Áo đấu sân nhà | Áo đấu sân nhà |
| -------------- | -------------- |
| 2017-2018      | 2021-2022      |

| Áo đấu sân khách |
| ---------------- |
| 2021-2022        |

## Sân vận động

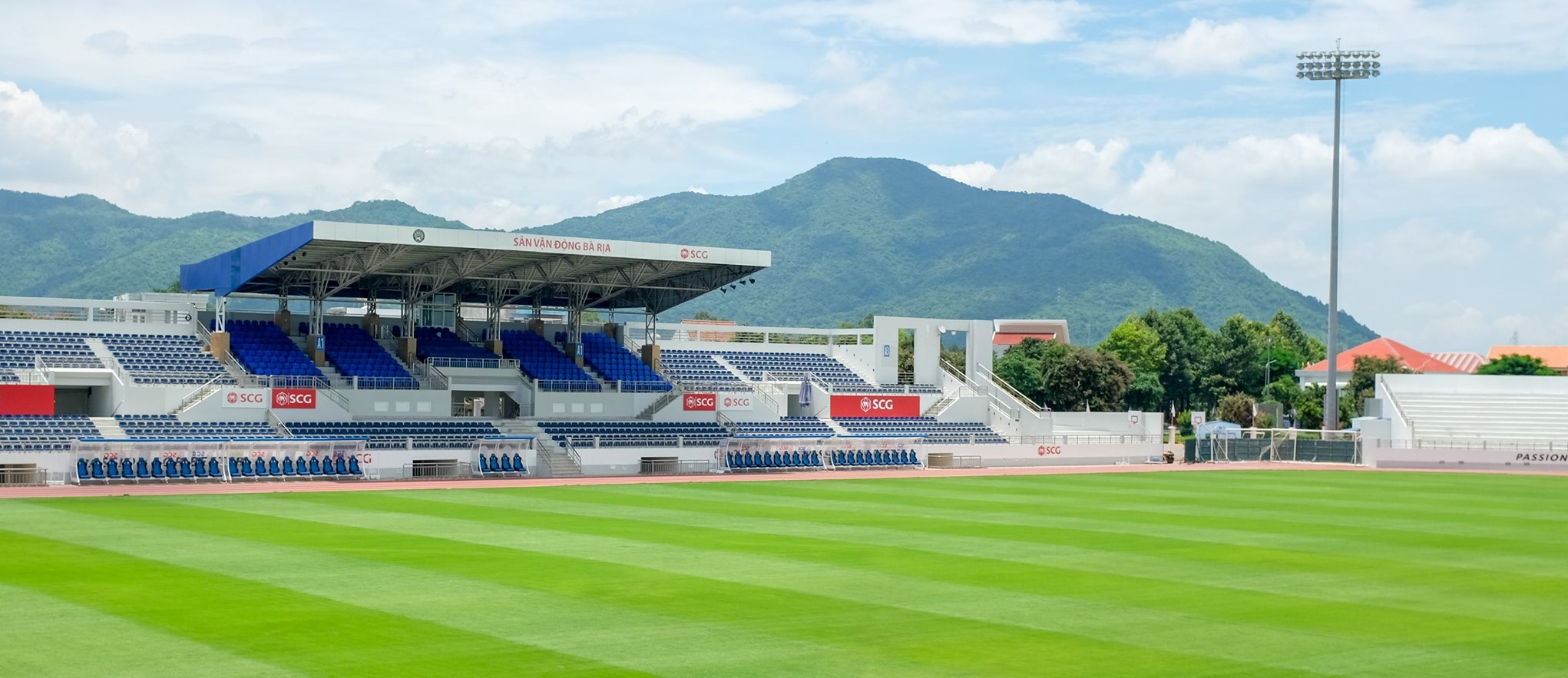
SVĐ Bà Rịa, phường Bà Rịa, Thành phố Hồ Chí Minh

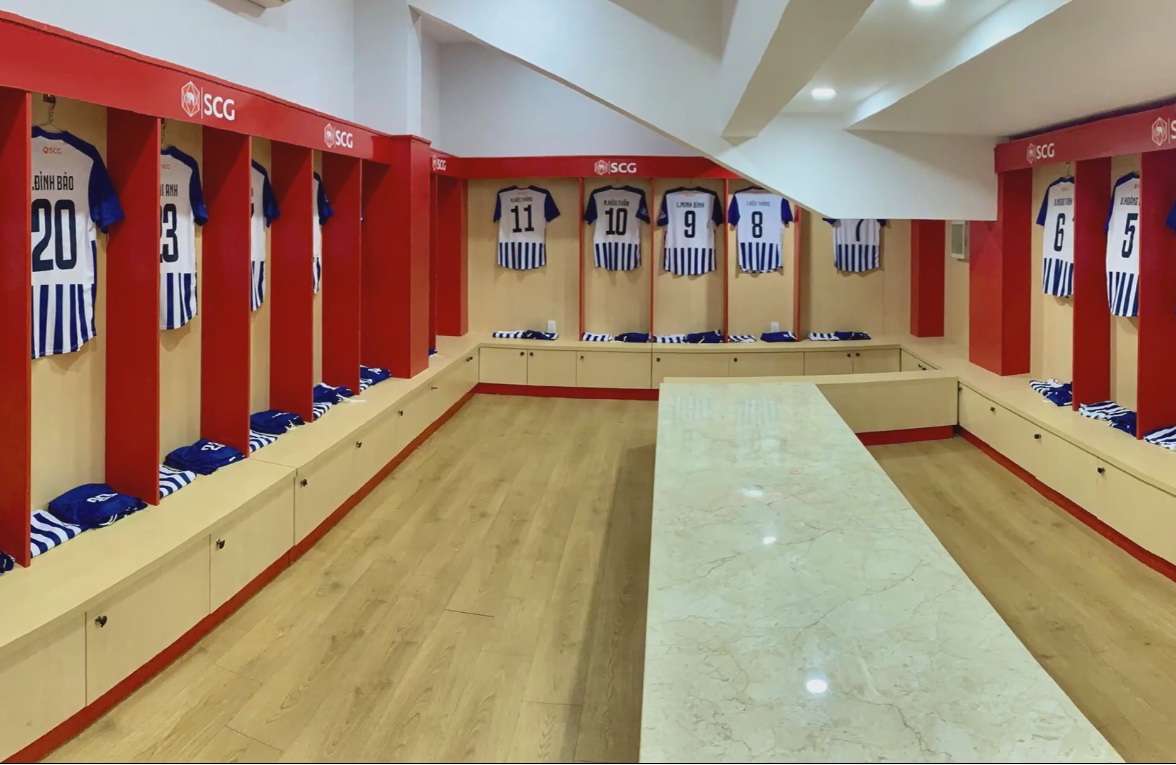
Phòng thay đồ

Sân vận động Bà Rịa được khởi công xây dựng từ năm 2001, ban đầu có sức chứa 8.000 chỗ ngồi. Sau khi giành quyền chơi tại Giải bóng đá hạng Nhì quốc gia 2018, câu lạc bộ Bà Rịa – Vũng Tàu đã quyết định nâng cấp các hạng mục quan trọng tại sân vận động Bà Rịa, và đạt tiêu chuẩn của Liên đoàn bóng đá châu Á (AFC). So với mặt bằng chung của các sân bóng ở Việt Nam hiện tại, sân Bà Rịa nằm trong số những sân bóng hiện đại và chuyên nghiệp.
Năm 2021, đội bóng có sự thay đổi lớn về cơ sở vật chất. Mặt cỏ kim Bermuda được thay thế bằng mặt cỏ Zeon Zoysia cùng hệ thống thoát nước mới, trang bị hệ thống các phòng chức năng: phòng họp báo, phòng thay đồ, phòng VIP, phòng xông hơi,... hiện đại, tiện nghi. Câu lạc bộ cũng tiên phong trong việc ứng dụng hệ thống soát vé điện tử thay cho hình thức bán vé truyền thống.

## Thành tích
| Chú giải màu sắc | Chú giải màu sắc |
| ---------------- | ---------------- |
| Vô địch          |                  |
| Á quân           |                  |
| Hạng ba          |                  |
| Hạng tư          |                  |
| Thăng hạng       |                  |
| Tranh trụ hạng   | Thắng play-off   |
| Tranh trụ hạng   | Thua play-off    |
| Xuống hạng       |                  |

| Thành tích của Bà Rịa–Vũng Tàu từ khi V.League được thành lập | Thành tích của Bà Rịa–Vũng Tàu từ khi V.League được thành lập | Thành tích của Bà Rịa–Vũng Tàu từ khi V.League được thành lập | Thành tích của Bà Rịa–Vũng Tàu từ khi V.League được thành lập | Thành tích của Bà Rịa–Vũng Tàu từ khi V.League được thành lập | Thành tích của Bà Rịa–Vũng Tàu từ khi V.League được thành lập | Thành tích của Bà Rịa–Vũng Tàu từ khi V.League được thành lập | Thành tích của Bà Rịa–Vũng Tàu từ khi V.League được thành lập | Thành tích của Bà Rịa–Vũng Tàu từ khi V.League được thành lập | Thành tích của Bà Rịa–Vũng Tàu từ khi V.League được thành lập | Thành tích của Bà Rịa–Vũng Tàu từ khi V.League được thành lập | Thành tích của Bà Rịa–Vũng Tàu từ khi V.League được thành lập | Thành tích của Bà Rịa–Vũng Tàu từ khi V.League được thành lập | Thành tích của Bà Rịa–Vũng Tàu từ khi V.League được thành lập |
| Năm                                                           | Hạng đấu                                                      | Hạng đấu                                                      | Hạng đấu                                                      | Hạng đấu                                                      | Thành tích                                                    | St                                                            | T                                                             | H                                                             | B                                                             | Bt                                                            | Bb                                                            | Điểm                                                          |                                                               |
| Năm                                                           | I                                                             | II                                                            | III                                                           | IV                                                            | Thành tích                                                    | St                                                            | T                                                             | H                                                             | B                                                             | Bt                                                            | Bb                                                            | Điểm                                                          |                                                               |
| ------------------------------------------------------------- | ------------------------------------------------------------- | ------------------------------------------------------------- | ------------------------------------------------------------- | ------------------------------------------------------------- | ------------------------------------------------------------- | ------------------------------------------------------------- | ------------------------------------------------------------- | ------------------------------------------------------------- | ------------------------------------------------------------- | ------------------------------------------------------------- | ------------------------------------------------------------- | ------------------------------------------------------------- | ------------------------------------------------------------- |
| 2007                                                          |                                                               |                                                               |                                                               |                                                               | Thứ 3                                                         | Không rõ thành tích cụ thể                                    | Không rõ thành tích cụ thể                                    | Không rõ thành tích cụ thể                                    | Không rõ thành tích cụ thể                                    | Không rõ thành tích cụ thể                                    | Không rõ thành tích cụ thể                                    | Không rõ thành tích cụ thể                                    |                                                               |
| 2008                                                          |                                                               |                                                               |                                                               |                                                               | Thứ 3 bảng D                                                  | 4                                                             | 2                                                             | 1                                                             | 1                                                             | 4                                                             | 2                                                             | 7                                                             |                                                               |
| 2009                                                          |                                                               |                                                               |                                                               |                                                               | Vô địch                                                       | 6                                                             | 4                                                             | 1                                                             | 1                                                             | 7                                                             | 5                                                             | 13                                                            |                                                               |
| 2010                                                          |                                                               |                                                               |                                                               |                                                               | Thứ 5 bảng B                                                  | 10                                                            | 2                                                             | 4                                                             | 4                                                             | 10                                                            | 13                                                            | 10                                                            |                                                               |
| 2011                                                          |                                                               |                                                               |                                                               |                                                               | Thứ 3 bảng B                                                  | 10                                                            | 4                                                             | 3                                                             | 3                                                             | 9                                                             | 11                                                            | 15                                                            |                                                               |
| 2012                                                          |                                                               |                                                               |                                                               |                                                               | Vô địch                                                       | 12                                                            | 6                                                             | 6                                                             | 0                                                             | 23                                                            | 4                                                             | 24                                                            |                                                               |
| 2013                                                          |                                                               |                                                               |                                                               |                                                               | Rút lui                                                       | Rút lui                                                       | Rút lui                                                       | Rút lui                                                       | Rút lui                                                       | Rút lui                                                       | Rút lui                                                       | Rút lui                                                       |                                                               |
| 2014–2016                                                     | Ngừng hoạt động                                               | Ngừng hoạt động                                               | Ngừng hoạt động                                               | Ngừng hoạt động                                               | Ngừng hoạt động                                               | Ngừng hoạt động                                               | Ngừng hoạt động                                               | Ngừng hoạt động                                               | Ngừng hoạt động                                               | Ngừng hoạt động                                               | Ngừng hoạt động                                               | Ngừng hoạt động                                               |                                                               |
| 2017                                                          |                                                               |                                                               |                                                               |                                                               | Vô địch                                                       | 3                                                             | 3                                                             | 0                                                             | 0                                                             | 8                                                             | 3                                                             | 9                                                             |                                                               |
| 2018                                                          |                                                               |                                                               |                                                               |                                                               | Thứ 4                                                         | 12                                                            | 9                                                             | 1                                                             | 2                                                             | 38                                                            | 12                                                            | 28                                                            |                                                               |
| 2019                                                          |                                                               |                                                               |                                                               |                                                               | Vô địch                                                       | 12                                                            | 11                                                            | 0                                                             | 1                                                             | 27                                                            | 7                                                             | 33                                                            |                                                               |
| 2020                                                          |                                                               |                                                               |                                                               |                                                               | Thứ 2                                                         | 16                                                            | 9                                                             | 5                                                             | 2                                                             | 20                                                            | 12                                                            | 32                                                            |                                                               |
| 2021                                                          |                                                               |                                                               |                                                               |                                                               | Mùa giải bị hủy vì COVID-19                                   | Mùa giải bị hủy vì COVID-19                                   | Mùa giải bị hủy vì COVID-19                                   | Mùa giải bị hủy vì COVID-19                                   | Mùa giải bị hủy vì COVID-19                                   | Mùa giải bị hủy vì COVID-19                                   | Mùa giải bị hủy vì COVID-19                                   | Mùa giải bị hủy vì COVID-19                                   |                                                               |
| 2022                                                          |                                                               |                                                               |                                                               |                                                               | Thứ 4                                                         | 22                                                            | 10                                                            | 8                                                             | 4                                                             | 30                                                            | 19                                                            | 38                                                            |                                                               |
| 2023                                                          |                                                               |                                                               |                                                               |                                                               | Thứ 9                                                         | 18                                                            | 3                                                             | 7                                                             | 8                                                             | 13                                                            | 24                                                            | 16                                                            |                                                               |
| 2023–24                                                       |                                                               |                                                               |                                                               |                                                               | Thứ 7                                                         | 20                                                            | 8                                                             | 2                                                             | 10                                                            | 28                                                            | 27                                                            | 26                                                            |                                                               |
| 2024–25                                                       |                                                               |                                                               |                                                               |                                                               | Thứ 10                                                        | 20                                                            | 5                                                             | 3                                                             | 12                                                            | 17                                                            | 33                                                            | 18                                                            |                                                               |

## Đội hình
Tính đến đầu mùa giải V.League 2 - 2024/25
Ghi chú: Quốc kỳ chỉ đội tuyển quốc gia được xác định rõ trong điều lệ tư cách FIFA. Các cầu thủ có thể giữ hơn một quốc tịch ngoài FIFA.
| Số | VT | Quốc gia | Cầu thủ                             |
| -- | -- | -------- | ----------------------------------- |
| 1  | TM | Việt Nam | Nguyễn Tân                          |
| 2  | HV | Việt Nam | Nguyễn Thế Dũng                     |
| 3  | HV | Việt Nam | Nguyễn Toàn Thắng                   |
| 4  | HV | Việt Nam | Trương Trí Thiện                    |
| 5  | HV | Việt Nam | Kim Nhật Linh                       |
| 6  | HV | Việt Nam | Lê Khả Đức                          |
| 7  | TĐ | Việt Nam | Nguyễn Hoàng Chiến                  |
| 8  | TV | Việt Nam | Nguyễn Quang Thế                    |
| 9  | TV | Việt Nam | Nguyễn Thanh Xuân                   |
| 10 | TĐ | Việt Nam | Nguyễn Hà Anh Tuấn (Mượn từ Hà Nội) |
| 11 | TV | Việt Nam | Phan Văn Thành Đạt                  |
| 12 | HV | Việt Nam | Phạm Anh Quân                       |

| Số | VT | Quốc gia | Cầu thủ                      |
| -- | -- | -------- | ---------------------------- |
| 14 | TV | Việt Nam | Lê Cảnh Gia Huy              |
| 15 | TV | Việt Nam | Tô Phương Thịnh              |
| 16 | TV | Việt Nam | Trần Trung Dũng              |
| 17 | TĐ | Việt Nam | Bùi Văn Bình                 |
| 18 | HV | Việt Nam | Nguyễn Hoàng Minh Nhật       |
| 19 | TV | Việt Nam | Nguyễn Quốc Hoàng            |
| 20 | TV | Việt Nam | Trần Đình Bảo                |
| 21 | HV | Việt Nam | Vi Văn Dũng (Mượn từ Hà Nội) |
| 23 | TV | Việt Nam | Võ Tuấn Phong                |
| 24 | HV | Việt Nam | Trương Nhạc Minh             |
| 26 | TM | Việt Nam | Nguyễn Nhật Nguyên           |
| 28 | TM | Việt Nam | Trần Lâm Hào                 |

## Biểu trưng Câu lạc bộ qua các giai đoạn

### Giai đoạn CLB Bóng đá Bà Rịa - Vũng Tàu

2017-2025

### Giai đoạn CLB Bóng đá Thành phố Hồ Chí Minh

2025-nay